# 马里兰州参议院
马里兰参议院（英語：Maryland Senate），有时也被称作马里兰州参议院（Maryland State Senate），是美国马里兰总议会的上議院，共有47名议员，每届任期4年。參議院議長由全體參議員互選產生，现任议长为民主黨籍的比爾·弗格森。